# Značení německých vojenských letadel první světové války

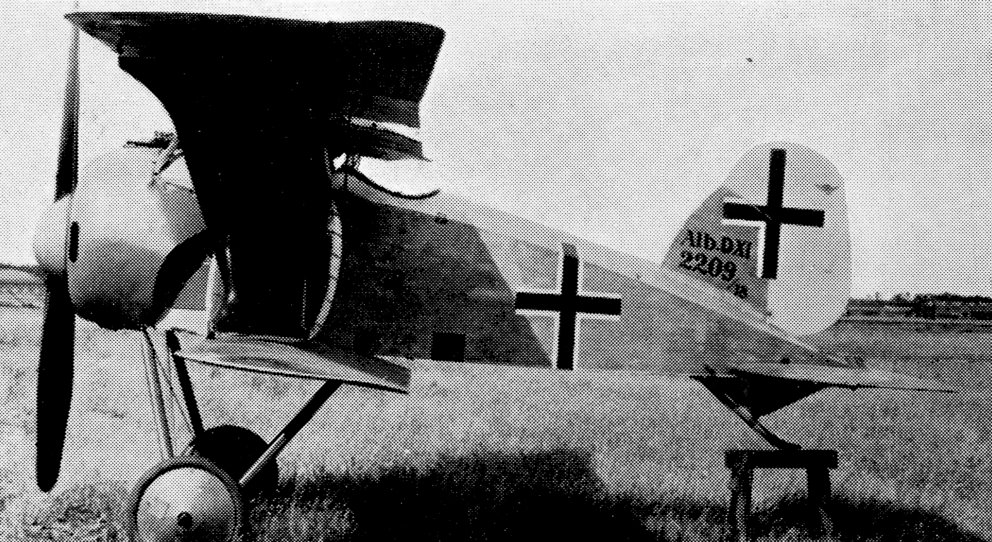
Albatros D. XI

Značení německých vojenských letadel první světové války zavedl krátce před válkou v roce 1913 inspektorát německého letectva Idflieg. Později toto značení převzaly i rakousko-uherské letecké sbory k.u.k. Luftfahrtruppen. Původní verze vyhlášky obsahovala pouze dvě kategorie: A pro jednoplošníky a B pro dvouplošníky. V roce 1915 byly tyto kategorie předefinovány a zavedeny další. Letadla byla rozdělena dle konkrétnějších specifikací a značení se skládalo ze dvou údajů oddělených tečkou: znaku latinské abecedy a římského čísla. Číslo označovalo pořadí vývojových typů dle výrobce v konkrétní kategorii.

## Standardní značení
- A – jednomístný neozbrojený letoun, poháněný motorem o výkonu menším než 150 k (112 kW)
- B – dvoumístný neozbrojený letoun, poháněný motorem o výkonu menším než 150 k
- C – dvoumístný ozbrojený letoun, poháněný motorem o výkonu větším než 150 k
- CL – lehký letoun „C“ kategorie, použitelný jako stíhací pokud by byl vyzbrojen
- CLS – lehký rychlý letoun „CL“ kategorie (S = Schnell – „rychlý“) – používáno jen v roce 1918
- D – jednomístný ozbrojený letoun, poháněný motorem o výkonu větším než 150 k, v roce 1918 byla tato kategorie upravena na kategorii jednomístných ozbrojených letounů bez rozdílu výkonu
- Dr – jednomístný ozbrojený trojplošník, poháněný motorem o výkonu menším než 150 k, dříve kategorie „F“ (viz níže), v roce 1918 byla tato kategorie zrušena a sjednocena s kat. „D“
- E – jednomístný ozbrojený letoun, poháněný motorem o výkonu menším než 150 k
- F – jednomístný ozbrojený trojplošník, poháněný motorem o výkonu menším než 150 k, kategorie používaná pouze na začátku války – později kategorie „Dr“ (viz výše)
- G – ozbrojený dvouplošný bombardér se dvěma nebo třemi motory (Grosse – „velký“), dříve kategorie „K“ (viz níže)
- GL – lehká verze kategorie „G“
- J – dvoumístný letoun určen k útokům na pozemní cíle
- K – ozbrojený dvouplošný bombardér se dvěma nebo třemi motory (Kampfflugzeug – „bitevní letoun“), později změněno na kategorii „G“ (viz výše)
- N – dvoumístný noční bombardér (Nacht – „noční“)
- R – ozbrojený dvouplošný bombardér se čtyřmi motory (Riesenflugzeug – „obří letoun“)
- Rs – jako kategorie „R“ avšak námořní (Riesenseeflugzeug – „obří námořní letoun“)
- W – námořní letouny a létající čluny všech typů (Wasserflugzeug – „vodní letoun“)

## Exkluzivní značení
Idflieg též oficiálně přidělil několik výjimečných netypických značení, které však nezapadají do standardního systému:
- CS – použito pro Zeppelin-Lindau CS.I a letouny „C“ kategorie s plováky (pravděpodobně S = Seeflugzeug – „námořní letoun“)
- DD – použito pouze pro Friedrichshafen DD.II, jednomístný stíhací čtyřplošník (pravděpodobně DD = Doppel-Doppeldecker – „dvojitý dvouplošník“)
- DDr – použito pouze pro dva dvoumotorové trojplošníky Siemens-Schuckert
- DJ – použito pouze pro AEG DJ.I, jednomístný „zákopový“ stíhač (DJ = kombinace kategorií „D“ a „J“)
- L – použito pouze pro Siemens-Schuckert L.I (původně značený G.III), důvod tohoto značení není znám
- S – použito pouze pro Ago S.I, jednomístný „zákopový“ bitevník (pravděpodobně S = Schlachtflugzeug – „letoun podpory pěchoty“)

Často se mylně usuzuje, že značení kategorie „D“ má význam německého slova Doppeldecker („dvouplošník“), nebo kategorie „E“ význam slova Einedecker („jednoplošník“), ale ne všechny letouny kategorie „D“ byly dvouplošníky a ne všechny letouny kategorie „E“ byly jednoplošníky. Tento omyl vznikl rozšířením značení „Dr“ (Dreidecker – „trojplošník“) jako alternativy kategorie „F“ (populární letoun Fokker Dr.I byl původně označován jako F.I) a také tím, že většina letounů kategorie „D“ byly dvouplošníky a většina letounů kategorie „E“ jednoplošníky.
Tento systém značení byl zrušen na konci války po uzavření příměří. Po znovuzrození Luftwaffe byl pro značení německých vojenských letadel používán předpis Říšského ministerstva letectví (RLM – Reichsluftfahrtministerium).
Příklady značení: Fokker E.III, Zeppelin-Staaken R.VI